# Liste des matchs de l'équipe de Guinée de football par adversaire
Cette liste présente les matchs de l'équipe de Guinée de football par adversaire rencontré.
- Haut – A
- B
- C
- D
- E
- F
- G
- H
- I
- J
- K
- L
- M
- N
- O
- P
- Q
- R
- S
- T
- U
- V
- W
- X
- Y
- Z

## A

### Algérie

#### Confrontations
Confrontations entre l'Algérie et la Guinée, :
|    | Date              | Lieu        | Match            | Score | Compétition                                                            |
| -- | ----------------- | ----------- | ---------------- | ----- | ---------------------------------------------------------------------- |
| 1  | 2 mars 1972       | Alger       | Algérie - Guinée | 1-0   | Tours préliminaires à la Coupe du monde 1974 (zone Afrique - 1er tour) |
| 2  | 12 mars 1972      | Conakry     | Guinée - Algérie | 5-1   | Tours préliminaires à la Coupe du monde 1974 (zone Afrique - 1er tour) |
| 3  | 16 mars 1980      | Ibadan      | Algérie - Guinée | 3-2   | Coupe d'Afrique des nations 1980 (gr. B)                               |
| 4  | 22 juin 1993      | Alger       | Algérie - Guinée | 1-1   | Match amical                                                           |
| 5  | 8 février 1998    | Ouagadougou | Algérie - Guinée | 0-1   | Coupe d'Afrique des nations 1998 (gr. A)                               |
| 6  | 2 juin 2000       | Annaba      | Algérie - Guinée | 4-0   | Match amical                                                           |
| 7  | 3 septembre 2006  | Conakry     | Guinée - Algérie | 0-0   | Qualifications à la Coupe d'Afrique des nations 2008 (gr. 8)           |
| 8  | 16 juin 2007      | Alger       | Algérie - Guinée | 0-2   | Qualifications à la Coupe d'Afrique des nations 2008 (gr. 8)           |
| 9  | 14 août 2013      | Blida       | Algérie - Guinée | 2-2   | Match amical                                                           |
| 10 | 9 octobre 2015    | Alger       | Algérie - Guinée | 1-2   | Match amical                                                           |
| 11 | 6 juin 2017       | Blida       | Algérie - Guinée | 2-1   | Match amical                                                           |
| 12 | 7 juillet 2019    | Le Caire    | Algérie - Guinée | 3-0   | Coupe d'Afrique des nations 2019 (1/8 de finale)                       |
| 13 | 23 septembre 2022 | Oran        | Algérie - Guinée | 1 - 0 | Match amical                                                           |
| 14 | 6 Juin 2024       | Alger       | Algérie - Guinée | 1 - 2 | Éliminatoires de la coupe du monde 2026 (zone Afrique - gr. G)         |
| 15 | 8 Septembre 2025  | Conakry     | Guinée - Algérie |       | FIFA 2026 Qualification                                                |

#### Bilan
- Total de matchs disputés: 14
- Victoires de l'Algérie: 6
- Matchs nuls: 3
- Victoires de la Guinée: 5
- Total de buts marqués par l'Algérie: 20
- Total de buts marqués par la Guinée: 18

### Allemagne de l'Est
| Date             | Lieu              | Match        | Score | Compétition  |
| 16 décembre 1962 | Conakry ( Guinée) | Guinée - RDA | 2-3   | Match amical |

Bilan
- Total de matchs disputés: 1
- Victoires de la RDA: 1
- Matchs nuls: 0
- Victoires de la Guinée: 0
- Total de buts marqués par la RDA : 3
- Total de buts marqués par la Guinée: 2

### Angola
| Date             | Lieu          | Match           | Score | Compétition                                 |
| 16 octobre 1994  | Kamsar Guinée | Guinée - Angola | 3-1   | Qualifications pour la Coupe d'Afrique 1996 |
| 23 avril 1995    | Luanda Angola | Angola - Guinée | 3-0   | Qualifications pour la Coupe d'Afrique 1996 |
| 20 novembre 2007 | Melun France  | Angola - Guinée | 0-3   | Match amical                                |
| 14 juin 2009     | Amadora       | Angola - Guinée | 0-0   | Match amical                                |
| 12 janvier 2016  | Johannesburg  | Angola - Guinée | 0-1   | Match amical                                |

Bilan
- Total de matchs disputés: 5
- Victoires de l'Angola: 1
- Victoires de la Guinée: 3
- Match nul: 1
- Total de buts marqués par l'Angola : 4
- Total de buts marqués par la Guinée: 7

## B

### Bahreïn

#### Confrontations
Confrontations entre la Guinée et Bahreïn
|   | Date             | Lieu  | Match            | Score | Compétition  |
| - | ---------------- | ----- | ---------------- | ----- | ------------ |
| 1 | 29 décembre 2012 | Riffa | Bahreïn - Guinée | 3-0   | Match amical |

#### Bilan
- Total de matchs disputés: 1
- Victoires de la Guinée: 0
- Victoires de Bahreïn: 1
- Match nul: 0
- Total de buts marqués par la Guinée: 0
- Total de buts marqués par Bahreïn: 3

### Bénin

#### Confrontations
Confrontations entre la Guinée et le Bénin
|   | Date         | Lieu      | Match          | Score | Compétition  |
| - | ------------ | --------- | -------------- | ----- | ------------ |
| 1 | 11 juin 2019 | Marrakech | Guinée - Bénin | 0-1   | Match amical |

#### Bilan
- Total de matchs disputés: 1
- Victoires de la Guinée: 0
- Victoires du Bénin: 1
- Match nul: 0
- Total de buts marqués par la Guinée: 0
- Total de buts marqués par le Bénin: 1

### Bermudes

#### Confrontations
Confrontations entre la Guinée et les Bermudes
|   | Date         | Lieu   | Match             | Score | Compétition  |
| - | ------------ | ------ | ----------------- | ----- | ------------ |
| 1 | 25 mars 2024 | Jeddah | Guinée - Bermudes | 5-1   | Match amical |

#### Bilan
- Total de matchs disputés: 1
- Victoires de la Guinée: 1
- Victoires des Bermudes: 0
- Match nul: 0
- Total de buts marqués par la Guinée: 5
- Total de buts marqués par les Bermudes: 1

### Botswana

#### Confrontations
Confrontations entre la Guinée et le Botswana
|   | Date             | Lieu        | Match             | Score | Compétition                                                    |
| - | ---------------- | ----------- | ----------------- | ----- | -------------------------------------------------------------- |
| 1 | 4 septembre 1994 | Gaborone    | Botswana - Guinée | 0-1   | Éliminatoires de la Coupe d'Afrique des nations 1996 (gr. 6)   |
| 2 | 9 avril 1995     | Conakry     | Guinée - Botswana | 5-0   | Éliminatoires de la Coupe d'Afrique des nations 1996 (gr. 6)   |
| 3 | 3 septembre 2004 | Conakry     | Guinée - Botswana | 4-0   | Éliminatoires de la Coupe du monde 2006 (zone Afrique - gr. 5) |
| 4 | 8 octobre 2005   | Gaborone    | Botswana - Guinée | 1-2   | Éliminatoires de la Coupe du monde 2006 (zone Afrique - gr. 5) |
| 5 | 28 janvier 2012  | Franceville | Botswana - Guinée | 1-6   | Coupe d'Afrique des nations 2012 (gr. D)                       |
| 6 | 21 novembre 2023 | Francistown | Botswana - Guinée | 1-0   | Éliminatoires de la Coupe du monde 2026 (zone Afrique - gr. G) |

#### Bilan
- Total de matchs disputés: 6
- Victoires de la Guinée: 5
- Victoires du Botswana: 1
- Match nul: 0
- Total de buts marqués par la Guinée: 18
- Total de buts marqués par le Botswana: 3

### Brésil

#### Confrontations
Confrontations entre la Guinée et le Brésil
|   | Date         | Lieu                  | Match           | Score | Compétition  |
| - | ------------ | --------------------- | --------------- | ----- | ------------ |
| 1 | 17 juin 2023 | Cornellà de Llobregat | Brésil - Guinée | 4-1   | Match amical |

#### Bilan
- Total de matchs disputés: 1
- Victoires de la Guinée: 0
- Victoires du Brésil: 1
- Match nul: 0
- Total de buts marqués par la Guinée: 1
- Total de buts marqués par le Brésil: 4

### Burkina Faso

#### Confrontations
Confrontations entre la Guinée et le Burkina Faso
|    | Date             | Lieu           | Match                 | Score     | Compétition                                                    |
| -- | ---------------- | -------------- | --------------------- | --------- | -------------------------------------------------------------- |
| 1  | 29 janvier 1994  | Ouagadougou    | Burkina Faso - Guinée | 1-1 (5-4) | Match amical                                                   |
| 2  | 12 janvier 1997  | Ouagadougou    | Burkina Faso - Guinée | 0-2       | Éliminatoires de la Coupe du monde 1998 (zone Afrique - gr. 1) |
| 3  | 8 juin 1997      | Conakry        | Guinée - Burkina Faso | 3-1       | Éliminatoires de la Coupe du monde 1998 (zone Afrique - gr. 1) |
| 4  | 15 février 1998  | Ouagadougou    | Burkina Faso - Guinée | 1-0       | Coupe d'Afrique des nations 1998 (gr. A)                       |
| 5  | 9 juillet 2000   | Ouagadougou    | Burkina Faso - Guinée | 2-3       | Éliminatoires de la Coupe du monde 2002 (zone Afrique - gr. E) |
| 6  | 20 janvier 2004  | Sainte-Maxime  | Guinée - Burkina Faso | 1-0       | Match amical                                                   |
| 7  | 28 mars 2009     | Ouagadougou    | Burkina Faso - Guinée | 4-2       | Éliminatoires de la Coupe du monde 2010 (zone Afrique - gr. E) |
| 8  | 11 octobre 2009  | Accra          | Guinée - Burkina Faso | 1-2       | Éliminatoires de la Coupe du monde 2010 (zone Afrique - gr. E) |
| 9  | 17 novembre 2010 | Saint-Gratien  | Guinée - Burkina Faso | 1-2       | Match amical                                                   |
| 10 | 15 novembre 2011 | Viry-Châtillon | Guinée - Burkina Faso | 1-1       | Match amical                                                   |

#### Bilan
- Total de matchs disputés: 10
- Victoires de la Guinée: 4
- Victoires du Burkina Faso: 5
- Match nul: 1
- Total de buts marqués par la Guinée: 15
- Total de buts marqués par le Burkina Faso: 14

### Burundi

#### Confrontations
Confrontations entre la Guinée et le Burundi :
|   | Date            | Lieu       | Match            | Score           | Compétition                                                  |
| - | --------------- | ---------- | ---------------- | --------------- | ------------------------------------------------------------ |
| 1 | 30 août 1992    | Conakry    | Guinée - Burundi | 2-2             | Qualifications à la Coupe d'Afrique des nations 1994 (gr. 6) |
| 2 | 11 juillet 1993 | Bujumbura  | Burundi - Guinée | 2-2             | Qualifications à la Coupe d'Afrique des nations 1994 (gr. 6) |
| 3 | 24 octobre 1993 | Libreville | Guinée - Burundi | 0-0 (tab : 5-4) | Qualifications à la Coupe d'Afrique des nations 1994 (gr. 6) |
| 4 | 30 juin 2019    | Le Caire   | Burundi - Guinée | 0-2             | Coupe d'Afrique des nations 2019 (gr. B)                     |

#### Bilan
- Total de matchs disputés: 4
- Victoires de la Guinée: 2
- Victoires du Burundi: 0
- Matchs nuls: 2
- Total de buts marqués par la Guinée: 11
- Total de buts marqués par le Burundi: 8

## C

### Cameroun

#### Confrontations
Confrontations entre la Guinée et le Cameroun
|    | Date            | Lieu         | Match             | Score | Compétition                                                            |
| -- | --------------- | ------------ | ----------------- | ----- | ---------------------------------------------------------------------- |
| 1  | 15 avril 1979   | Conakry      | Guinée - Cameroun | 3-0   | Éliminatoires de la Coupe d'Afrique des nations 1980                   |
| 2  | 24 avril 1979   | Yaoundé      | Cameroun - Guinée | 3-0   | Éliminatoires de la Coupe d'Afrique des nations 1980                   |
| 3  | 2 mai 1982      | Yaoundé      | Cameroun - Guinée | 1-1   | Match amical                                                           |
| 4  | 14 avril 1991   | Conakry      | Guinée - Cameroun | 0-0   | Éliminatoires de la Coupe d'Afrique des nations 199 (gr. 1)            |
| 5  | 28 juillet 1991 | Yaoundé      | Cameroun - Guinée | 1-0   | Éliminatoires de la Coupe d'Afrique des nations 199 (gr. 1)            |
| 6  | 18 avril 1993   | Yaoundé      | Cameroun - Guinée | 3-1   | Éliminatoires de la Coupe du monde 1994 (zone Afrique - gr. 3)         |
| 7  | 18 juillet 1993 | Conakry      | Guinée - Cameroun | 0-1   | Éliminatoires de la Coupe du monde 1994 (zone Afrique - gr. 3)         |
| 8  | 11 février 1998 | Ouagadougou  | Cameroun - Guinée | 2-2   | Coupe d'Afrique des nations 1998 (gr. A)                               |
| 9  | 16 août 2006    | Rouen        | Cameroun - Guinée | 1-1   | Match amical                                                           |
| 10 | 11 février 2009 | Bondoufle    | Cameroun - Guinée | 3-1   | Match amical                                                           |
| 11 | 26 mai 2012     | Amanvilliers | Guinée - Cameroun | 1-2   | Match amical                                                           |
| 12 | 24 janvier 2015 | Malabo       | Cameroun - Guinée | 1-1   | Coupe d'Afrique des nations 2015 (gr. D)                               |
| 13 | 28 mars 2017    | Bruxelles    | Cameroun - Guinée | 1-2   | Match amical                                                           |
| 14 | 6 février 2021  | Douala       | Cameroun - Guinée | 0-2   | Championnat d'Afrique des nations 2020 (match pour la troisième place) |
| 15 | 15 janvier 2024 | Yamoussoukro | Cameroun - Guinée | 1-1   | Coupe d'Afrique des nations 2023 (gr. C)                               |

#### Bilan
- Total de matchs disputés: 15
- Victoires de la Guinée: 3
- Victoires du Cameroun: 5
- Matchs nuls: 7
- Total de buts marqués par le Cameroun: 20
- Total de buts marqués par la Guinée: 16

### Cap Vert

#### Confrontations
Confrontations entre la Guinée et le Cap-Vert
|   | Date             | Lieu              | Match             | Score | Compétition                                                  |
| - | ---------------- | ----------------- | ----------------- | ----- | ------------------------------------------------------------ |
| 1 | 17 février 1982  | Praia             | Cap-Vert - Guinée | 0-1   | Coupe Amílcar Cabral 1982 - demi finale                      |
| 2 | 10 février 1984  | Freetown          | Guinée - Cap-Vert | 1-1   | Coupe Amílcar Cabral 1984 (gr. A)                            |
| 3 | 3 mai 1988       | Bissau            | Guinée - Cap-Vert | 3-0   | Coupe Amílcar Cabral 1988 (gr. A)                            |
| 4 | 2 juin 1989      | Bamako            | Guinée - Cap-Vert | 1-0   | Coupe Amílcar Cabral 1989 - demi finale                      |
| 5 | 11 mai 2000      | Mindelo           | Cap-Vert - Guinée | 2-0   | Coupe Amílcar Cabral 2000 - demi finale                      |
| 6 | 7 octobre 2006   | Praia             | Cap-Vert - Guinée | 1-0   | Éliminatoires de la Coupe d'Afrique des nations 2008 (gr. 8) |
| 7 | 9 septembre 2007 | Conakry           | Guinée - Cap-Vert | 4-0   | Éliminatoires de la Coupe d'Afrique des nations 2008 (gr. 8) |
| 8 | 10 octobre 2020  | São João da Venda | Cap-Vert - Guinée | 1-2   | Match amical                                                 |

#### Bilan
- Total de matchs disputés: 8
- Victoires de la Guinée: 5
- Victoires du Cap-Vert: 2
- Matchs nuls: 1
- Total de buts marqués par le Cap-Vert: 5
- Total de buts marqués par la Guinée: 12

### Chili

#### Confrontations
Confrontations entre la Guinée et le Chili.
|   | Date            | Lieu     | Match          | Score | Compétition  |
| - | --------------- | -------- | -------------- | ----- | ------------ |
| 1 | 15 octobre 2019 | Alicante | Chili - Guinée | 3-2   | Match amical |

#### Bilan
Au 3 novembre 2019
- Total de matchs disputés : 1
- Victoires du Chili : 1
- Matchs nuls : 0
- Victoires de la Guinée : 0
- Total de buts marqués par le Chili : 3
- Total de buts marqués par la Guinée : 2

### Comores

#### Confrontations
Confrontations entre la Guinée et les Comores
|   | Date            | Lieu       | Match            | Score | Compétition  |
| - | --------------- | ---------- | ---------------- | ----- | ------------ |
| 1 | 12 octobre 2019 | Versailles | Comores - Guinée | 1-0   | Match amical |

#### Bilan
- Total de matchs disputés: 1
- Victoires de la Guinée: 0
- Victoires des Comores: 1
- Matchs nuls: 0
- Total de buts marqués par les Comores: 1
- Total de buts marqués par la Guinée: 0

### Congo

#### Confrontations
Confrontations entre la Guinée et le Congo
|   | Date          | Lieu             | Match          | Score | Compétition                                                  |
| - | ------------- | ---------------- | -------------- | ----- | ------------------------------------------------------------ |
| 1 | 7 mars 1974   | al-Iskandariyyah | Congo - Guinée | 1-1   | Coupe d'Afrique des nations 1974 (gr. B)                     |
| 2 | 11 avril 1993 | Conakry          | Guinée - Congo | 1-0   | Éliminatoires de la Coupe d'Afrique des nations 1994 (gr. 6) |
| 3 | 15 août 1993  | Pointe-Noire     | Congo - Guinée | 0-0   | Éliminatoires de la Coupe d'Afrique des nations 1994 (gr. 6) |

#### Bilan
- Total de matchs disputés: 3
- Victoires de la Guinée: 1
- Victoires du Congo: 0
- Matchs nuls: 2
- Total de buts marqués par le Congo: 1
- Total de buts marqués par la Guinée: 2

### Cambodge
Confrontations entre le Cambodge et la Guinée :
| Date          | Lieu      | Match             | Score | Compétition  |
| 1er août 1965 | Pyongyang | Cambodge - Guinée | 1-2   | Match amical |

Bilan
- Total de matchs disputés : 1
- Victoires de l'équipe du Cambodge : 0
- Match nul : 0
- Victoires de l'équipe de Guinée : 1

## E

### Égypte

#### Confrontations
Confrontations entre la Guinée et l'Égypte
|    | Date              | Lieu             | Match           | Score | Compétition                                                    |
| -- | ----------------- | ---------------- | --------------- | ----- | -------------------------------------------------------------- |
| 1  | 7 février 1970    | Wad Madani       | Égypte - Guinée | 4-1   | Coupe d'Afrique des nations 1970 (gr. B)                       |
| 2  | 29 février 1976   | Addis-Abeba      | Égypte - Guinée | 1-1   | Coupe d'Afrique des nations 1976 (gr. A)                       |
| 3  | 11 mars 1976      | Addis-Abeba      | Guinée - Égypte | 4-2   | Coupe d'Afrique des nations 1976 - poule finale                |
| 4  | 12 août 2009      | Le Caire         | Égypte - Guinée | 3-3   | Match amical                                                   |
| 5  | 10 juin 2012      | Conakry          | Guinée - Égypte | 2-3   | Éliminatoires de la Coupe du monde 2014 (zone Afrique - gr. G) |
| 6  | 10 septembre 2013 | El-Gouna         | Égypte - Guinée | 4-2   | Éliminatoires de la Coupe du monde 2014 (zone Afrique - gr. G) |
| 7  | 30 août 2016      | al-Iskandariyyah | Égypte - Guinée | 1-1   | Match amical                                                   |
| 8  | 16 juin 2019      | al-Iskandariyyah | Égypte - Guinée | 3-1   | Match amical                                                   |
| 9  | 5 juin 2022       | Le Caire         | Égypte - Guinée | 1-0   | Éliminatoires de la Coupe d'Afrique des nations 2023 (gr. D)   |
| 10 | 14 juin 2023      | Marrakech        | Guinée - Égypte | 1-2   | Éliminatoires de la Coupe d'Afrique des nations 2023 (gr. D)   |

#### Bilan
- Total de matchs disputés: 10
- Victoires de la Guinée: 1
- Victoires de l'Égypte: 6
- Matchs nuls: 3
- Total de buts marqués par l'Égypte: 24
- Total de buts marqués par la Guinée: 16

### Eswatini

#### Confrontations
Confrontations entre la Guinée et l'Eswatini
|   | Date         | Lieu       | Match             | Score | Compétition                                                  |
| - | ------------ | ---------- | ----------------- | ----- | ------------------------------------------------------------ |
| 1 | 12 juin 2015 | Casablanca | Guinée - Eswatini | 1-2   | Éliminatoires de la Coupe d'Afrique des nations 2017 (gr. L) |
| 2 | 5 juin 2016  | Lobamba    | Eswatini - Guinée | 1-0   | Éliminatoires de la Coupe d'Afrique des nations 2017 (gr. L) |

#### Bilan
- Total de matchs disputés: 2
- Victoires de la Guinée: 0
- Victoires de l'Eswatini: 2
- Matchs nuls:
- Total de buts marqués par l'Eswatini: 3
- Total de buts marqués par la Guinée: 1

### Gambie
| Date            | Lieu          | Match            | Score | Compétition                                                        |
| --------------- | ------------- | ---------------- | ----- | ------------------------------------------------------------------ |
| 23 Mars 2007    | Banjul        | Gambie - Guinée  | 0-2   | Qualification CAN 2008                                             |
| 3 Juin 2007     | Kamsar Guinée | Guinée vs Gambie | 2-2   | Qualification CAN 2008                                             |
| 24 Janvier 2022 | Bafoussam     | Guinée vs Gambie | 0-1   | Coupe d'Afrique des nations de football 2021 (Huitièmes de finale) |
| 19 Janvier 2024 | Yamoussoukro  | Guinée vs Gambie | 1-0   | CAN 2024 (Groupe C)                                                |

## M

### Guinée Équatoriale

#### Confrontations
Confrontations entre la Guinée et la Guinée-Équatoriale
| Date            | Lieu    | Match                        | Score | Compétition                    |
| --------------- | ------- | ---------------------------- | ----- | ------------------------------ |
| 28 January 2024 | Abidjan | Guinée Équatoriale vs Guinée | 0-1   | CAN 2024 (Huitièmes de finale) |

#### Bilan
- Total de matchs disputés: 1
- Victoires de la Guinée: 1
- Victoires de la Guinée-Équatoriale: 0
- Matchs nuls: 0
- Total de buts marqués par la Guinée: 1
- Total de buts marqués par la Guinée-Équatoriale: 0

### Madagascar

#### Confrontations
Confrontations entre la Guinée et Madagascar :
|   | Date         | Lieu         | Match               | Score | Compétition                                                  |
| - | ------------ | ------------ | ------------------- | ----- | ------------------------------------------------------------ |
| 1 | 27 mars 2011 | Antananarivo | Madagascar - Guinée | 1-1   | Qualifications à la Coupe d'Afrique des nations 2012 (gr. B) |
| 2 | 5 juin 2011  | Conakry      | Guinée - Madagascar | 4-1   | Qualifications à la Coupe d'Afrique des nations 2012 (gr. B) |
| 3 | 22 juin 2019 | Alexandrie   | Guinée - Madagascar | 2-2   | Coupe d'Afrique des nations 2019 (gr. B)                     |

#### Bilan
Au 24 juin 2019 :
- Total de matchs disputés : 3
- Victoires de la Guinée : 1
- Matchs nuls : 2
- Victoires de Madagascar : 0
- Total de buts marqués par la Guinée : 7
- Total de buts marqués par Madagascar : 4

### Maroc
| Date            | Lieu        | Match          | Score | Compétition                                              |
| --------------- | ----------- | -------------- | ----- | -------------------------------------------------------- |
| 2005            | Maroc       | Maroc - Guinée | 1-0   | Tours préliminaires à la Coupe du monde de football 2006 |
| 2005            | Guinée      | Guinée - Maroc | 1-1   | Tours préliminaires à la Coupe du monde de football 2006 |
| 24 janvier 2008 | Accra Ghana | Guinée - Maroc | 3-2   | Coupe d'Afrique des nations de football 2008             |

Bilan
- Total de matchs disputés :
- Victoires de l'équipe du Maroc :
- Victoires de l'équipe de Guinée :
- Matchs nuls :

### Maurice
| Date        | Lieu             | Match            | Score | Compétition                      |
| 5 mars 1974 | Damanhur, Égypte | Guinée - Maurice | 2-1   | Coupe d'Afrique des nations 1974 |

## N

### Nigeria

#### Confrontations
Confrontations entre le Nigeria et la Guinée :
|    | Date              | Lieu        | Match            | Score | Compétition                                                           |
| -- | ----------------- | ----------- | ---------------- | ----- | --------------------------------------------------------------------- |
| 1  | 27 juillet 1963   | Lagos       | Nigeria - Guinée | 2-2   | Qualifications à la Coupe d'Afrique des nations 1963                  |
| 2  | 6 octobre 1963    | Conakry     | Guinée - Nigeria | 1-0   | Qualifications à la Coupe d'Afrique des nations 1963                  |
| 3  | 1er décembre 1971 |             | Guinée - Nigeria | 3-0   | Match amical                                                          |
| 4  | 30 janvier 1972   | Freetown    | Nigeria - Guinée | 1-1   | Match amical                                                          |
| 5  | 17 janvier 1973   | Lagos       | Nigeria - Guinée | 2-0   | Jeux africains de 1973 (finale)                                       |
| 6  | 9 mars 1976       | Addis-Abeba | Guinée - Nigeria | 1-1   | Coupe d'Afrique des nations 1976 (tour final)                         |
| 7  | 12 avril 1981     | Conakry     | Guinée - Nigeria | 1-1   | Tours préliminaires à la Coupe du monde 1982 (zone Afrique - 3e tour) |
| 8  | 25 avril 1981     | Lagos       | Nigeria - Guinée | 1-0   | Tours préliminaires à la Coupe du monde 1982 (zone Afrique - 3e tour) |
| 9  | 15 avril 1989     | Conakry     | Guinée - Nigeria | 1-1   | Qualifications à la Coupe d'Afrique des nations 1990 (1er tour)       |
| 10 | 22 avril 1989     | Ibadan      | Nigeria - Guinée | 3-0   | Qualifications à la Coupe d'Afrique des nations 1990 (1er tour)       |
| 11 | 5 avril 1997      | Lagos       | Nigeria - Guinée | 2-1   | Tours préliminaires à la Coupe du monde 1998 (zone Afrique - gr. 1)   |
| 12 | 17 août 1997      | Conakry     | Guinée - Nigeria | 1-0   | Tours préliminaires à la Coupe du monde 1998 (zone Afrique - gr. 1)   |
| 13 | 10 octobre 2010   | Conakry     | Guinée - Nigeria | 1-0   | Qualifications à la Coupe d'Afrique des nations 2012 (gr. B)          |
| 14 | 8 octobre 2011    | Abuja       | Nigeria - Guinée | 2-2   | Qualifications à la Coupe d'Afrique des nations 2012 (gr. B)          |
| 15 | 26 janvier 2016   | Gisenyi     | Guinée - Nigeria | 1-0   | Championnat d'Afrique des nations 2016 (gr. C)                        |
| 16 | 26 juin 2019      | Alexandrie  | Nigeria - Guinée | 1-0   | Coupe d'Afrique des nations 2019 (gr. B)                              |

#### Bilan
Au 8 juillet 2019 :
- Total de matchs disputés : 16
- Victoires du Nigeria : 5
- Matchs nuls : 6
- Victoires de la Guinée : 5
- Total de buts marqués par le Nigeria : 17
- Total de buts marqués par la Guinée : 16

## R

### République centrafricaine

#### Confrontations
Confrontations entre la République centrafricaine et la Guinée :
|   | Date             | Lieu    | Match                              | Score | Compétition                                                  |
| - | ---------------- | ------- | ---------------------------------- | ----- | ------------------------------------------------------------ |
| 1 | 6 octobre 1996   | Bangui  | République centrafricaine - Guinée | 3-2   | Qualifications à la Coupe d'Afrique des nations 1998 (gr. 4) |
| 2 | 9 septembre 2018 | Conakry | Guinée - République centrafricaine | 1-0   | Qualifications à la Coupe d'Afrique des nations 2019 (gr. H) |
| 3 | 24 mars 2019     | Bangui  | République centrafricaine - Guinée | 0-0   | Qualifications à la Coupe d'Afrique des nations 2019 (gr. H) |

#### Bilan
Au 19 avril 2019 :
- Total de matchs disputés : 3
- Victoires de la République centrafricaine : 1
- Matchs nuls : 1
- Victoires de la Guinée : 1
- Total de buts marqués par la République centrafricaine : 3
- Total de buts marqués par la Guinée : 3

### République Démocratique du Congo

#### Confrontations
Confrontations entre la Guinée et la République démocratique du congo
|    | Date             | Lieu       | Match                                     | Score     | Compétition                                                    |
| -- | ---------------- | ---------- | ----------------------------------------- | --------- | -------------------------------------------------------------- |
| 1  | 9 février 1970   | Wad Madani | République Démocratique du Congo - Guinée | 2-2       | Coupe d'Afrique des nations 1970 (gr. B)                       |
| 2  | 3 mars 1974      | Damanhur   | République Démocratique du Congo - Guinée | 2-1       | Coupe d'Afrique des nations 1974 (gr. B)                       |
| 3  | 25 janvier 2004  | Tunis      | République Démocratique du Congo - Guinée | 1-2       | Coupe d'Afrique des nations 2004 (gr. A)                       |
| 4  | 16 août 2005     | Colombes   | République Démocratique du Congo - Guinée | 3-1       | Match amical                                                   |
| 5  | 3 février 2016   | Kigali     | République Démocratique du Congo - Guinée | 1-1 (5-4) | Championnat d'Afrique des nations 2016 - demi finale           |
| 6  | 13 novembre 2016 | Conakry    | Guinée - République Démocratique du Congo | 1-2       | Éliminatoires de la coupe du monde 2018 (zone Afrique - gr. A) |
| 7  | 11 novembre 2017 | Kinshasa   | République Démocratique du Congo - Guinée | 3-1       | Éliminatoires de la coupe du monde 2018 (zone Afrique - gr. A) |
| 8  | 2 février 2024   | Abidjan    | République Démocratique du Congo - Guinée | 3-1       | Coupe d'Afrique des nations 2024 - quart de finale             |
| 9  | 6 septembre 2024 | Kinshasa   | République Démocratique du Congo - Guinée | 1-0       | Éliminatoires de la Coupe d'Afrique des nations 2025 (gr. H)   |
| 10 | 16 novembre 2024 | Abidjan    | Guinée - République Démocratique du Congo | 1-0       | Éliminatoires de la Coupe d'Afrique des nations 2025 (gr. H)   |

#### Bilan
- Total de matchs disputés: 10
- Victoires de la Guinée: 2
- Victoires de la République démocratique du Congo: 7
- Matchs nuls: 1
- Total de buts marqués par la République démocratique du Congo: 18
- Total de buts marqués par la Guinée: 11

## S

### Sierra Leone

#### Confrontations
Confrontations entre la Sierra Leone et la Guinée :
|    | Date              | Lieu       | Match                 | Score | Compétition                                                                                      |
| -- | ----------------- | ---------- | --------------------- | ----- | ------------------------------------------------------------------------------------------------ |
| 1  | 2 décembre 1967   |            | Sierra Leone - Guinée | 2-1   | Match amical                                                                                     |
| 2  | 14 décembre 1968  |            | Sierra Leone - Guinée | 1-1   | Match amical                                                                                     |
| 3  | 2 février 1969    |            | Guinée - Sierra Leone | 1-1   | Match amical                                                                                     |
| 4  | 1er novembre 1970 | Freetown   | Sierra Leone - Guinée | 1-2   | Match amical                                                                                     |
| 5  | 4 mars 1980       | Freetown   | Sierra Leone - Guinée | 3-2   | Match amical                                                                                     |
| 6  | 13 février 1982   | Praia      | Guinée - Sierra Leone | 1-0   | Coupe Amílcar Cabral 1982 (en) (gr. B)                                                           |
| 7  | 12 février 1984   | Freetown   | Sierra Leone - Guinée | 0-0   | Coupe Amílcar Cabral 1984 (en) (gr. A)                                                           |
| 8  | 8 février 1986    | Dakar      | Sierra Leone - Guinée | 2-1   | Coupe Amílcar Cabral 1986 (en) (demi-finale)                                                     |
| 9  | 5 mai 1988        | Bissau     | Guinée - Sierra Leone | 3-0   | Coupe Amílcar Cabral 1988 (en) (demi-finale)                                                     |
| 10 | 27 mai 1989       | Bamako     | Guinée - Sierra Leone | 1-0   | Coupe Amílcar Cabral 1989 (en) (gr. A)                                                           |
| 11 | 19 août 1990      | Conakry    | Guinée - Sierra Leone | 1-2   | Qualifications à la Coupe d'Afrique des nations 1992 (gr. 1)                                     |
| 12 | 28 avril 1991     | Freetown   | Sierra Leone - Guinée | 0-1   | Qualifications à la Coupe d'Afrique des nations 1992 (gr. 1)                                     |
| 13 | 24 novembre 1991  | Dakar      | Sierra Leone - Guinée | 1-0   | Coupe Amílcar Cabral 1991 (gr. A)                                                                |
| 14 | 14 décembre 1992  | Conakry    | Guinée - Sierra Leone | 1-1   | Match amical                                                                                     |
| 15 | 16 décembre 1992  | Conakry    | Guinée - Sierra Leone | 0-0   | Match amical                                                                                     |
| 16 | 8 août 1993       | Conakry    | Guinée - Sierra Leone | 1-0   | Match amical                                                                                     |
| 17 | 9 août 1993       | Conakry    | Guinée - Sierra Leone | 4-0   | Match amical                                                                                     |
| 18 | 26 novembre 1993  | Freetown   | Sierra Leone - Guinée | 1-1   | Coupe Amílcar Cabral 1993 (en) (gr. B)                                                           |
| 19 | 1er janvier 1995  | Conakry    | Guinée - Sierra Leone | 3-1   | Match amical                                                                                     |
| 20 | 18 novembre 1995  | Nouakchott | Sierra Leone - Guinée | 2-0   | Coupe Amílcar Cabral 1995 (en) (gr. B)                                                           |
| 21 | 1er décembre 1997 | Banjul     | Guinée - Sierra Leone | 3-0   | Coupe Amílcar Cabral 1997 (en) (gr. B)                                                           |
| 22 | 23 février 1997   | Conakry    | Guinée - Sierra Leone | 1-0   | Qualifications à la Coupe d'Afrique des nations 1998 (gr. 4)                                     |
| 23 | 22 novembre 2005  | Conakry    | Guinée - Sierra Leone | 1-0   | Coupe Amílcar Cabral 2005 (en) (gr. B)                                                           |
| 24 | 2 décembre 2012   | Conakry    | Guinée - Sierra Leone | 0-0   | Qualifications au Championnat d'Afrique des nations 2014 (en) (zone Ouest A - tour préliminaire) |
| 25 | 15 décembre 2012  | Freetown   | Sierra Leone - Guinée | 1-1   | Qualifications au Championnat d'Afrique des nations 2014 (en) (zone Ouest A - tour préliminaire) |

#### Bilan
Au 22 avril 2019 :
- Total de matchs disputés : 25
- Victoires de la Sierra Leone : 6
- Matchs nuls : 8
- Victoires de la Guinée : 11
- Total de buts marqués par la Sierra Leone : 19
- Total de buts marqués par la Guinée : 31